# أ. ويزلي ستيوارت
أ. ويزلي ستيوارت هو سياسي كندي، ولد في 11 فبراير 1902 في نيو برونزويك في كندا، وتوفي في 29 نوفمبر 1984 في فريدريكتون في كندا. نشط حزبياً في الحزب الليبرالي الكندي. وقد انتخب عضو مجلس العموم الكندي.